# Leghorn

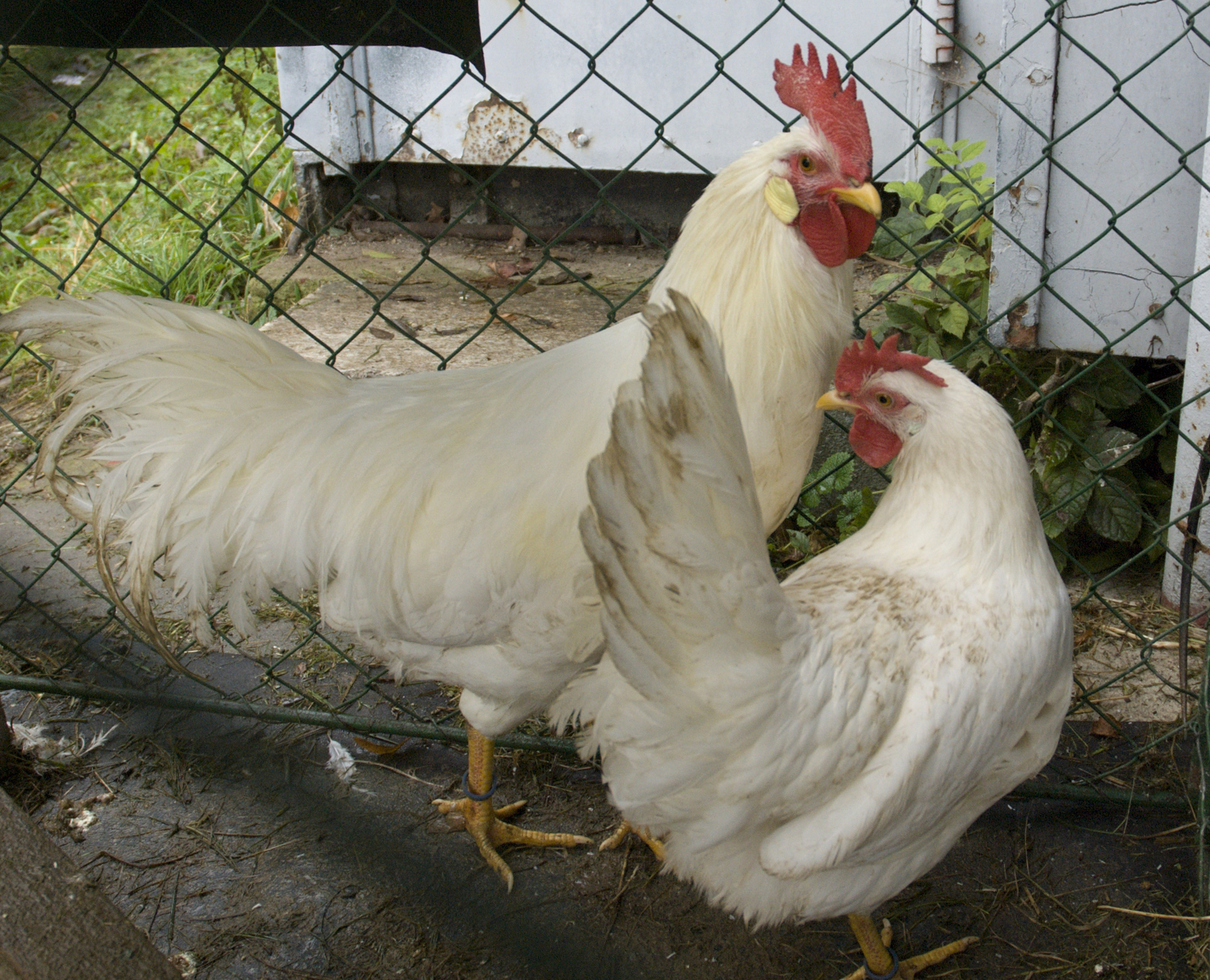
Leghorn

Rasa de găini Leghorn, de origine mediteraneană, provine dintr-o populație avicolă locală italiană, veche de peste 2000 de ani, cu mai multe varietăți de culoare (potârnichie, argintie, barată, albă etc.).
În secolul al XX-lea, găinile din această populație au fost exportate din portul Livorno (în limba engleză - Leghorn) în S.U.A. (găinile potârnichii în anul 1835, iar găinile albe în anul 1837), în Anglia (în anul 1840) și în Germania (în anul 1870). Îmbunătățite în S.U.A., găinile Leghorn au fost exportate în anul 1870 în Anglia, unde a fost continuată munca de ameliorare a lor. Din Anglia, găinile Leghorn au fost exportate în Germania și Franța în anii 1872 - 1873. Mai târziu, găinile Leghorn au fost importate de Germania și alte țări din Europa Occidentală direct din S.U.A.
În S.U.A., găinile aduse din Italia au fost încrucișate cu găini din rasele Minorca, Spaniolă, Combatante, Yokohama și Phoenix, cu scopul de a le mări greutatea corporală și producția de ouă și de a obține o mai mare variabilitate a formelor, ceea ce a permis ulterior, prin selecție riguroasă, să se fixeze tipul de conformație caracteristic Leghorn-ului american actual.
În prezent, în S.U.A. se cresc mai multe tipuri renumite de Leghorn alb, care poartă numele crescătorilor care le-au creat (Tencred, Bill, etc.). Aceste tipuri se caracterizează prin producții ridicate de ouă și anumite conformații. 
În Anglia, găinilor Leghorn aduse din S.U.A. li s-au făcut infuzii de sânge cu Minorca, Combatant malaiez, Dorking ș. a. în scopul măririi greutății corporale și a greutății ouălor.
În Germania și Franța s-a lucrat paralel atât cu găinile comune italiene, cât și cu găinile de rasă Leghorn importate din Anglia. Crescătorii din Germania la început au căutat să mențină tipul de conformație englez. Ulterior însă au creat un tip propriu, mai apropiat de tipurile americane.
Faptul că la un moment dat în Germania existau două tipuri de Leghorn, precum și găinile comune italiene, folosite în măsură însemnată la crearea tipului german, a creat impresia în rândul unor crescători din țările europene că există două rase distincte: rasa Leghorn și rasa Italiană. Așa-zisei rase italiene i se atribuiau caractere atât de la tipurile americane și tipul englez al rasei Leghorn, cât și de la materialul comun italian. În anul 1923, într-o revistă de specialitate elvețiană au apărut chiar două fotografii care au prezentat tipul ideal al rasei italiene. Toate acestea au mărit și mai mult convingerea că ar exista două rase distincte: rasa Leghorn și rasa Italiana (rasă de găini).
Și în prezent chiar, literatura avicolă din câteva țări continuă să considere existentă rasa Italiană, ca rasă distinctă, deși în fond este vorba tot de rasa Leghorn creată însă în Germania, tot pe baza materialului comun din Italia.
În Danemarca și Olanda s-a creat un tip de Leghorn care se aseamănă mai mult cu tipul englez.
Rasa Leghorn prezintă 12 varietăți de culoare, pentru obținerea cărora s-au folosit infuzii de sânge cu diferite rase. Astfel sunt varietățile albă (White Leghorn), potârnichie (Partridge Leghorn), neagră (Black Leghorn), galbenă (Buff Leghorn), albastă (Blue Leghorn), barată (Cuckoo Leghorn), Houdan sau de Ancona (Mottled Leghorn), cu subvariațiile neagră - pestriț cu alb și roșu pestriț cu alb, argintie cu aripi de rață (Silver Duckwing Leghorn),aurie cu aripi de rață (Gold Duckwing Leghorn), roșie (Brown Leghorn) etc.
În cadrul fiecărei varietăți de culoare s-au creat subvarietăți cu creasta bătută, deoarece în condiții de climă cu geruri mai mari, cresta simplă și mare degeră, producând scăderea producției. Subvarietățile cu creasta bătută se caracterizează însă prin producții mai mici, din care cauză nu s-au răspândit.
Cea mai răspândită și totodată cea mai productivă dintre varietățile Leghorn-ului este varietatea albă. De aceea în prezent, când se vorbește de rasa Leghorn, se înțelege aproape numai varietatea albă.
Ca răspândire, după varietatea albă urmează varietățile potîrnichie, neagră și pestriță.
Greutatea corporală a păsărilor de rasă Leghorn, varietatea albă, diferă în funcție de tip. Astfel, la tipurile americane și germane cocoșii au aproximativ 2,5 - 2,7 kg, iar găinile 1,8 - 2 kg; la tipul englez cocoșii au cca. 3,5 kg, iar găinile 2,5 kg. Greutatea păsărilor de varietate potârnichie este ceva mai mare.
În general producția de ouă variază la Leghornul alb în funcție de tip și linie, fiind cuprinsă în medie între 170 și 270 de ouă pe an. Există însă și numeroase crescătorii în care producția medie anuală ajunge și depășește 300 de ouă.
În general tipurile americane și în special liniile din tipul Tencred sunt mai productive decât tipurile engleze.
Producția mare de ouă ce caracterizează rasa Leghorn se datorează și faptului că păsările clocesc rar. Doar 2 - 3% din găinile tinere și până la 5% din găinile mai în vârstă cad cloști, însă și acestea de cele mai multe ori părăsesc ouăle după câteva zile.
Greutatea ouălor la găinile din tipurile americane în a 12-a lună de ouat este de 57 - 65 g, iar în a 24-a lună este de 65 - 67 g. Ouăle de puică cântăresc 45 - 47 g. Găinile din tipul englez produc ouă ceva mai grele, putând ajunge până la 78 g. Culoarea cojii ouălor este albă.
Numărul ouălor produse în lunile de iarnă, în raport cu totalul producției anuale, este mai redus decât la rasele mixte.
În legătură cu producția de ouă, deosebit de important este faptul că pentru unitatea de masă-ouă găinile Leghorn consumă mult mai puține unități nutritive decât găinile din rasele mixte. Astfel, unele studii comparative au arătat că dacă pentru unitatea de masă-ouă consumul de unități nutritive la rasa Leghorn este considerat 100, la rasa Rhode-Island, rasă mixtă caracterizată prin producție mare de ouă, consumul de unități nutritive este de 150.
Precocitatea ouatului este mai accentuată decât la celelalte rase, păsările din unele linii începând ouatul de la vârsta de 4 - 5 luni.
Producția de carne la găinile Leghorn este secundară, ele în general producând carne de calitatea a II-a, doar Leghorn-ul englez având carnea mai fină și mai suculentă. Tineretul însă, în general produce carne de calitate mai bună. Păsările de rsă Leghorn se îngrașă mai greu. Tineretul îngrășat până la vârsta de 8 - 10 săptămâni cântărește 600 - 700 g. Până la această vârstă ritmul de creștere este foarte mare, însă în continuare el scade brusc astfel că de acum înainte tineretul de Leghorn are întotdeauna greutatea corporală mai mică decât tineretul raselor mixte de aceeași vârstă. La vârsta de 12 luni cocoșii Leghorn au greutatea medie de aproximativ 2 kg, iar găinile de 1,5 kg, pe câtă vreme păsările din majoritatea raselor mixte la 12 luni au greutatea de adult sau foarte apropiată de aceasta.
Scheletul găinilor Leghorn este fin, iar randamentul la tăiere este mai ridicat decât la păsările din alte rase.
Păsările de rasă Leghorn sunt foarte precoce. La ecloziune puii sunt mai viguroși și mai vioi decât puii altor rase. Caracterele sexuale secundare apar de timpuriu, astfel că la unele linii recunoașterea sexului după aceste caracteristici se poate face chiar la vârsta de 2 săptămâni. În general, la puii Leghorn caracterele sexuale secundare sunt bine pronunțate cel mai târziu la vârsta de 3 - 4 săptămâni. Cocoșii încearcă să cânte la vârsta de 5 - 6 săptămâni, iar la 8 - 10 săptămâni apare instinctul sexual.
Găinile Leghorn au o mare putere de aclimatizare, ceea ce și explică răspândirea lor pe întreg globul pământesc, la diferite latitudini și în cele mai diverse climate, în multe țări reprezentând 90% din întregul efectiv de găini. Totuși ele sunt foarte pretențioase la condițiile de întreținere și solicită în permanență o riguroasă muncă de selecție. Acest lucru explică de altfel de ce în țara noastră găinile Leghorn au producția de ouă și greutatea corporală mai scăzute decât a unor rase mixte, cum este de exemplu rasa Rhode-Island.
Găinile Leghorn se caracterizează de asemenea prin temperament vioi, mobilitate mare și zbor ușor. Sunt harnice în căutarea hranei, depărtându-se mult de adăpost, ceea ce face să se preteze foarte bine la creșterea în câmp. Cu toate acestea se cresc foarte bine în padocuri și chiar în baterii.
Procentele de fecunditate și ecloziune la ouăle de Leghorn sunt foarte ridicate, iar viabilitatea păsărilor este mai mare decât la alte rase. Astfel, la un concurs internațional de ouat de la New Jersey, urmărindu-se mortalitatea găinilor s-a constatat că pe câtă vreme viabilitatea raselor mixte alcătuia în medie 85,8%, viabilitatea găinilor de rasă Leghorn alb era de 92,84%.
În concluzie, rezultă că Leghornul varietatea albă este o rasă de găini tipică producătoare de ouă, fiind specializată la extrem în acest sens. Din acest punct de vedere rasa Leghorn se pretează cel mai bine pentru creșterea industrială în combinate avicole situate în preajma marilor centre populate și menite să le aprovizioneze zilnic cu cantități mari de ouă.
În România, găinile de rasă Leghorn au fost importate pentru prima oară în număr mare în anul 1949, din Olanda. Începând cu anul 1958 s-au importat din Canada linii consangvinizate de rasă Leghorn în vederea producerii de hibrizi.